# Nu fröjdetiden inne är
Nu fröjdetiden inne är är en sång från 1885 med text av Sven Johan Ögrim, musiken är troligen engelsk.

## Publicerad som
- Nr 124 i Musik till Frälsningsarméns sångbok 1907
- Nr 526 i Frälsningsarméns sångbok 1929 under rubriken "Påsk".
- Nr 625 i Frälsningsarméns sångbok 1968 under rubriken "Påsk".
- Nr 738 i Frälsningsarméns sångbok 1990 under rubriken "Påsk".